# 高岡 (正統進士)
高岡（1409年—？），字行若，福建福州府闽县人，明朝政治人物。進士出身。

## 生平
宣德十年（1435年），中式福建乙卯乡试第一名舉人。正統元年，登丙辰科會試第二十三名，中廷試二甲十六名進士，授刑部主事。

## 家族
曾祖高全。祖父高銘。父高貴。母陳氏。具慶下。弟高木。娶王氏。